# АЗЛК-2144 «Истра»
И́стра-2144 — макет экспериментального автомобиля АЗЛК, созданный во второй половине 1980-х годов в рамках программы «Автомобиль 2000 года».
Разработка не входила в плановые работы над "преемницей" существующих современных моделей АЗЛК («2141» и «2142») для будущего десятилетия (в отличие от модели «АЗЛК-2143» «Яуза»), а была фантазией на футурологическую тему: "каким может быть автомобиль будущего через 15 лет" — при том что в плане дизайна экстерьера эта модель имеет более приближённые к действительности формы относительно дизайна «Яузы».
В 1985 году на АЗЛК в Управлении конструкторских и экспериментальных работ была создана группа перспективных разработок под руководством инженера-конструктора А. В. Куликова, которая и занялась «Истрой». Единственный демонстрационный макет удалось закончить к 1991 году, опытные образцы в рамках проекта не строились.

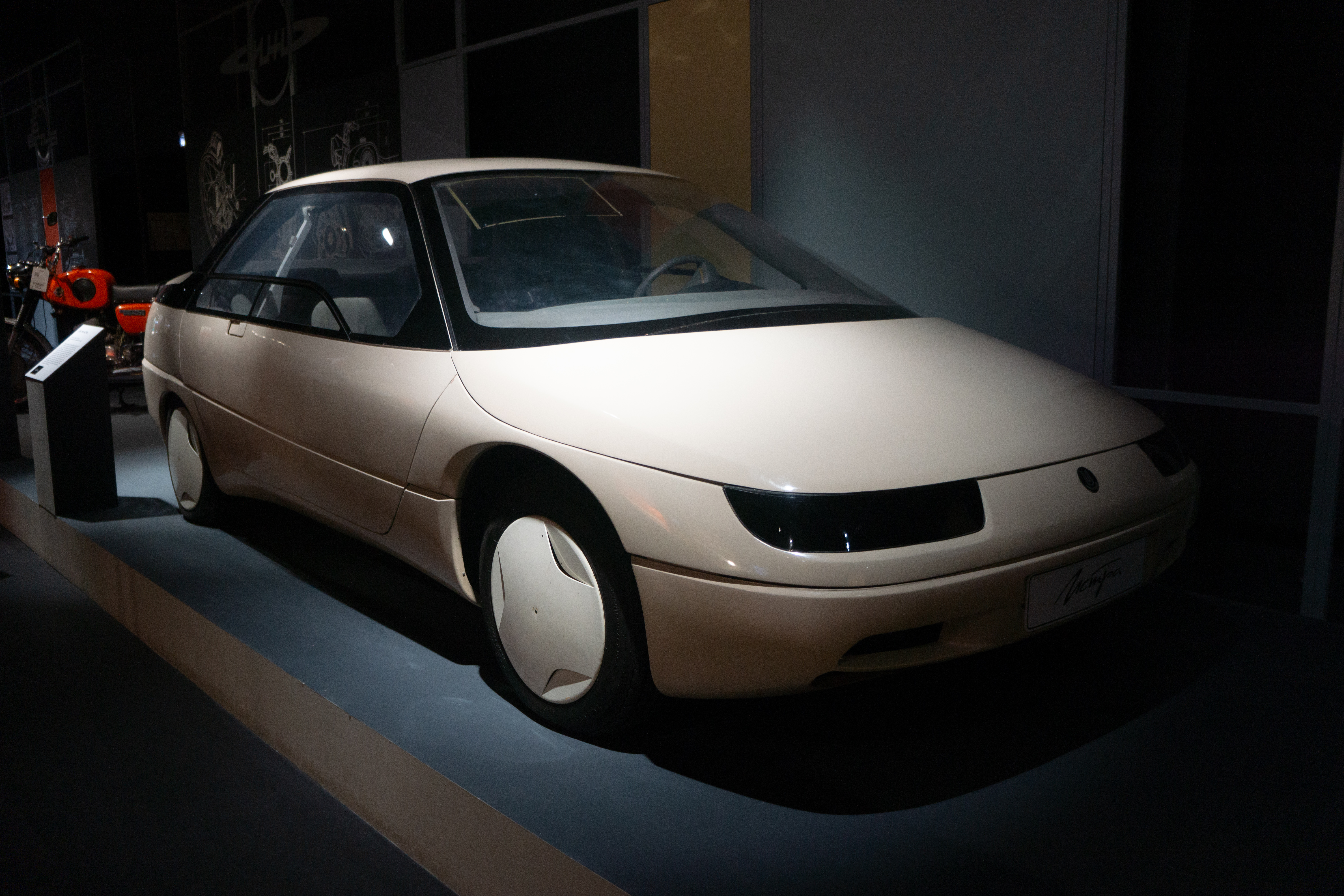
Москвич "Истра" на выставке в павильоне №26 ВДНХ, 2025 г.

Для этой модели задумывался ряд необычных решений, в числе которых — дюралевый кузов (изготовленный в Кирове) без центральной стойки; две широкие боковые двери, открывающиеся вертикально вверх; дизель фирмы Elsbett, работающий на дизельном топливе, изготовленном на основе рапсового масла; прибор ночного видения и индикация показаний приборов на лобовом стекле; дисплей, на который выводилась информация о поломках автомобиля и возможных способах её устранения; уникальная автоматическая трансмиссия. Ни один из перечисленных узлов и агрегатов не был изготовлен и установлен на ходовые прототипы ввиду отсутствия последних.
Единственный макетный образец, ранее хранившийся в музее АЗЛК, на момент марта 2025 года находится в Павильоне № 26 «Транспорт» на ВДНХ.